# Hayden Hurst
Hayden Randle Hurst (Jacksonville, Florida, 24 de agosto de 1993), más conocido como Hayden Hurst, es un jugador profesional estadounidense de fútbol americano que se desempeña en la posición de tight end en Los Angeles Chargers, equipo de la National Football League (NFL).

## Carrera
Fue seleccionado en la primera ronda en la Reunión Anual de Selección de Jugadores de la NFL de 2018. Hizo su debut profesional con el equipo Baltimore Ravens, en el cual jugó dos temporadas (2018-2020), después pasó a Atlanta Falcons (2020-2022), posteriormente a Cincinnati Bengals (2022-2023), luego a Carolina Panthers, donde jugó una temporada, en 2024 pasó a Los Angeles Chargers.